# Dídimo (presidente)
Flávio Dídimo (em latim: Flavius Didymus; em grego: Διδύμος; romaniz.: Didymos) foi um oficial romano do século IV. Segundo uma inscrição não publicada oriunda de Ptolemaida, na Cirenaica, comunicada por Miss Joyce Reynolds, Dídimo exerceu a função de presidente da Líbia Superior.